# Zöldségmesék a házból
A Zöldségmesék a házból (eredeti cím: VeggieTales in the House) 2014-től 2016-ig vetített amerikai televíziós 3D-s számítógépes animációs sorozat, amelyet Tim Hodge, Craig George és Bill Breneisen rendeztek. Az animációs játékfilmsorozat zenéjét Terry Taylor, Robert D. Watson, Michael "Smidi" Smith és Scott Krippayne szerezték. A tévéfilmsorozat készítője a Big Idea Entertainment és a DreamWorks Animation TV, a forgalmazója az NBCUniversal Television Distribution és a Netflix. Műfaja filmvígjáték-sorozat. A sorozat részei 2014. november 26. és 2016. szeptember 28. között kerültek fel a Netflix-re, Magyarországon a Minimax tűzte műsorára 2018. március 23-ától.

## Szereplők
| Szereplő               | Eredeti hang    | Magyar hang        |
| ---------------------- | --------------- | ------------------ |
| Bob a paradicsom       | Phil Vischer    | Szabó Máté         |
| Larry az uborka        | Mike Nawrocki   | Seder Gábor        |
| Petunia rebarbara      | Tress MacNeille | Laurinyecz Réka    |
| Laura répa             | Tress MacNeille | Csifó Dorina       |
| Junior spárga          | Tress MacNeille | Berecz Kristóf Uwe |
| Szőlő papa             | Phil Vischer    | Csuha Lajos        |
| Jimmy lopótök          | Phil Vischer    | Szarvas Balázs     |
| Jerry lopótök          | Mike Nawrocki   | Szalay Csongor     |
| Ichabeezer (cukkini)   | Rob Paulsen     | Szabó Endre        |
| Jean-Claude borsó      | Mike Nawrocki   | Czető Roland       |
| Phillipe borsó         | Phil Vischer    | Moser Károly       |
| Madame Áfonya          | Tress MacNeille | Makay Andrea       |
| Mr. Lunt (lopótök)     | Phil Vischer    | Fekete Zoltán      |
| Archibald spárga       | Phil Vischer    | Pál Tamás          |
| Bacon Bill             | Rob Paulsen     | Juhász Levente     |
| Tina Celerina (zeller) | Tress MacNeille | Hermann Lilla      |
| Murgonya (burgonya)    | Rob Paulsen     | ?                  |

- További magyar hangok: Berkes Bence, Bolla Róbert, Császár András, Forgács Gábor, Gubányi György István, Pálmai Szabolcs, Szabó Zselyke

## Évados áttekintés
| Évad | Évad | Epizódok | Epizódok | Eredeti sugárzás     | Eredeti sugárzás     | Magyar sugárzás    | Magyar sugárzás     |
| Évad | Évad | Epizódok | Epizódok | Évadpremier          | Évadfinálé           | Évadpremier        | Évadfinálé          |
| ---- | ---- | -------- | -------- | -------------------- | -------------------- | ------------------ | ------------------- |
|      | 1    | 15       | 15       | 2014. november 26.   | 2015. április 17.    | 2018. március 23.  | 2018. április 6.    |
|      | 2    | 11       | 11       | 2015. szeptember 25. | 2015. szeptember 25. | 2018. április 7.   | 2018. április 17.   |
|      | 3    | 13       | 13       | 2016. március 25.    | 2016. március 25.    | 2018. július 21.   | 2018. augusztus 2.  |
|      | 4    | 13       | 13       | 2016. szeptember 23. | 2016. szeptember 23. | 2018. augusztus 3. | 2018. augusztus 15. |